# 圣经之声广播电台
圣经之声广播电台（英语：Bible Voice Broadcasting，简称BVB）是总部位于加拿大的基督教广播电台，开播于1979年。现拥有11种广播语言，用短波广播。

## 概况
1979年开始在黎巴嫩广播，最初呼号为“Voice of Hope”。2000年电台关闭，在2002年7月1日电台重新开放。
圣经之声广播电台曾经设置对中国广播，2004年粤语广播开播，2005年普通话广播开播，但在2012年均停播。

## 对远东地区的广播时间和频率
虽然圣经之声广播电台早已停播中文广播，但仍然有针对远东地区的英语广播。
| 时间            | 频率     | 方向         | 功率  |
| 周六20:00-20:30 | 17650kHz | 对中国       | 125kW |
| 周日19:30-20:00 | 15640kHz | 对中国、日本 | 250kW |
| 周日20:30-20:45 | 21480kHz | 对印度尼西亚 | 125kW |

- 以上时间均为北京时间（UTC+8）。